# Wielkie Budziska
Wielkie Budziska (niem. Groß Budziska) – wieś borowiacka w Polsce położona w województwie kujawsko-pomorskim, w powiecie tucholskim, w gminie Cekcyn.
W latach 1975–1998 miejscowość administracyjnie należała do województwa bydgoskiego. Według Narodowego Spisu Powszechnego (III 2011 r.) liczyła 111 mieszkańców. Jest dziewiętnastą co do wielkości miejscowością gminy Cekcyn.
We wsi zlokalizowana jest zabytkowa kapliczka przydrożna z 1906 roku.

## Galeria

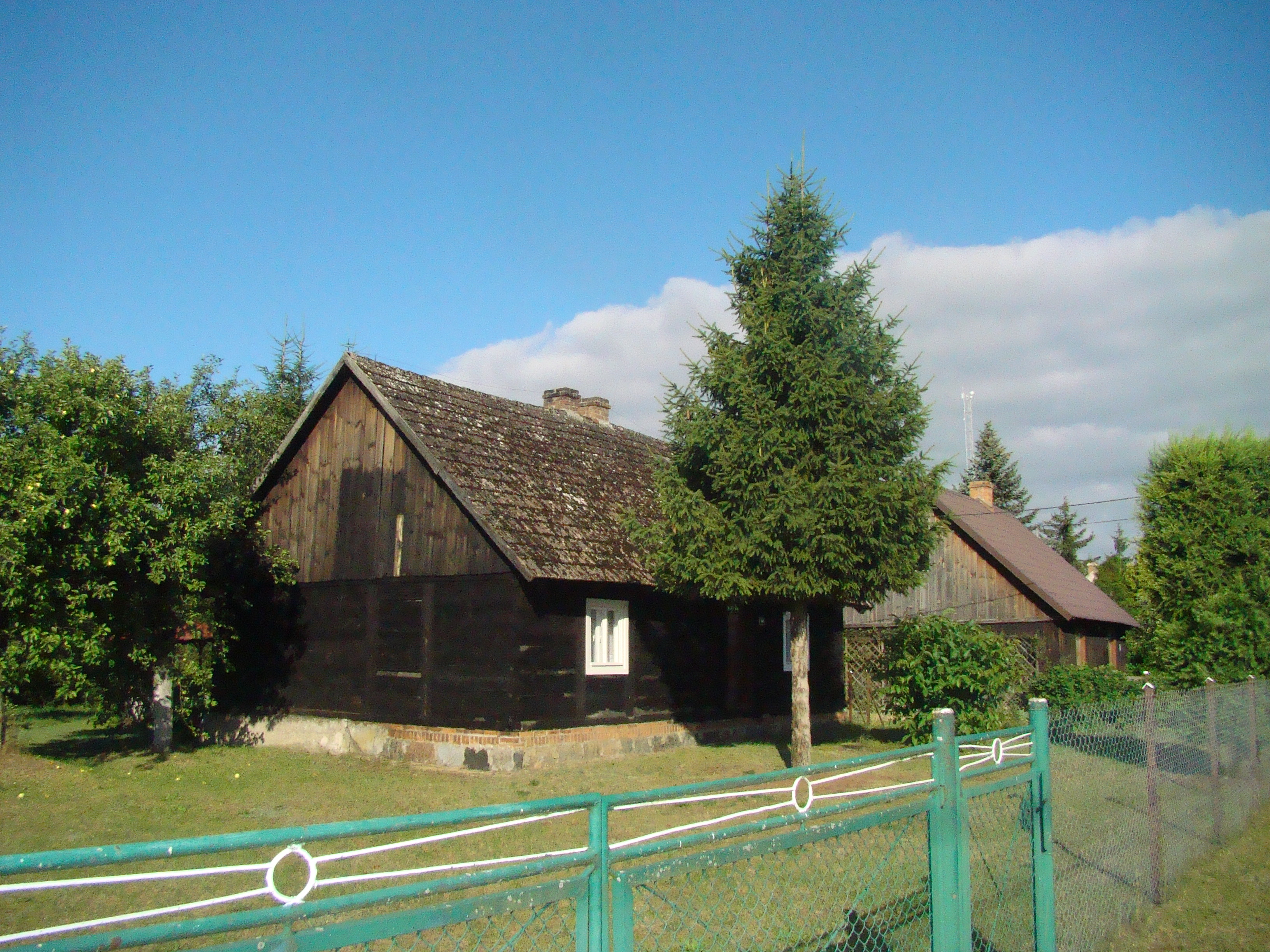
Chaty borowiackie
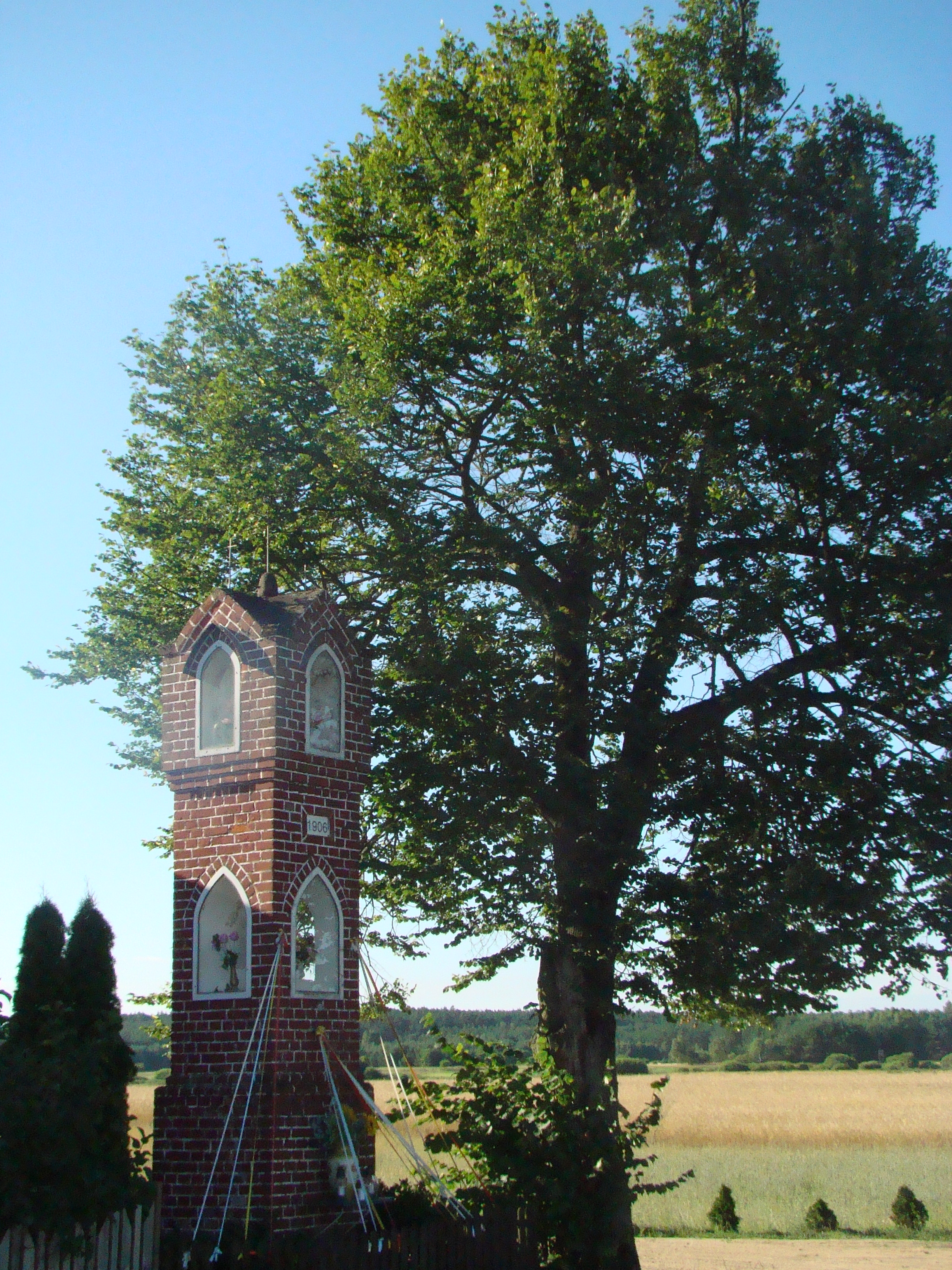
Kapliczka z 1906 roku